# Eublemma uhlenhuthi
Eublemma uhlenhuthi is een vlinder van de familie van de spinneruilen (Erebidae). De wetenschappelijke naam van deze soort is voor het eerst voorgesteld door Edward Parr Wiltshire in een publicatie uit 1988.
De soort komt voor in Djibouti, Ethiopië, Kenia en Tanzania.